# Кэрролл, Роберт Лин
Ро́берт Лин Кэ́рролл (англ. Robert Lynn Carroll; 5 мая 1938, Каламазу, Мичиган — 7 апреля 2020, Монреаль, Канада) — американский учёный, доктор наук в области палеонтологии позвоночных, специализировавшийся на палеозойских и мезозойских земноводных и пресмыкающихся.

## Биография
Единственный ребёнок в семье, Роберт вырос на ферме около Лансинга, столицы штата Мичиган. Вскоре после того, как ему исполнилось пять лет, отец впервые познакомил его с палеонтологией. К восьми годам Роберт выбрал свою будущую профессию. В тот год он получил на Рождество подарок от известного палеонтолога — Эдвина Колберта, который услышал об увлечении мальчика от его отца. Подарком стало левое бедро аллозавра (данного аллозавра Колберт нашёл в 1942 году в Вайоминге).
В подростковом возрасте родители брали Роберта в палеонтологические экспедиции в Вайоминг и Южную Дакоту, посвящённые поиску ископаемых остатков позвоночных. После окончания школы Роберт поступил в Университет штата Мичиган, где получил в 1959 году степень бакалавра геологии. Далее он изучил биологию и палеонтологию под руководством Альфреда Шервуда Ромера в Гарварде. Докторская диссертация Кэрролла была посвящена палеозойским амфибиям из семейства диссорофид (Dissorophidae).
После окончания Гарварда Кэрролл некоторое время работал в Британском музее в Лондоне, а в 1964 году он навсегда покинул Соединённые Штаты и переехал в Канаду, где поселился в Монреале. С 1965 года он является куратором палеонтологии позвоночных в музее Редпат при Университете Макгилла в Монреале (в 1985—1991 гг. Кэрролл одновременно занимал пост директора этого музея).
В Университете Макгилла Роберт Кэрролл работал в должности старшего преподавателя (англ. Assistant Professor, 1964—1969), адъюнкт-профессора (англ. Associate Professor, 1969—1974). В 1974 году он стал профессором биологии, а в 2003 году — профессором-эмеритусом. При этом Кэрролл в 1990—1995 г. возглавлял в Университете Макгилла кафедру биологии.
Роберт Кэрролл — автор и соавтор большого количества научных трудов по ископаемым позвоночным, включая также ряд важных монографий и несколько научно-популярных книг.
Область его исследований включала происхождение наземных позвоночных, происхождение и раннюю эволюционную радиацию амниот, происхождение и взаимосвязь групп беспанцирных земноводных, анатомию и взаимоотношения палеозойских и мезозойских амфибий и рептилий, процессы эволюции позвоночных, а также использование морских пресмыкающихся мезозоя в качестве модели для изучения факторов, контролирующих принципы и темпы эволюции.
Умер 8 апреля 2020 года в Монреале (Канада), от осложнений, вызванных COVID-19.
Жена — Анна Дитури, сын Дэвид.

## Публикации

### На английском языке
- Carroll, R.C. Vertebrate Paleontology and Evolution. — New York: W. H. Freeman and Co., 1987.
- Stearn, C. and Carroll, R.C. Paleontology: The Record of Life. — New York: John Wiley and Sons, 1989.
- Carroll, R.C. Patterns and Processes of Vertebrate Evolution. — Cambridge: Cambridge University Press, 1997.
- Carroll, R.L., Bossy, K.A., Milner, A.C., Andrews, S.M., and Wellstead, C.F. «Lepospondyli» / Encyclopedia of Paleoherpetology. P. Wellnhofer (ed.) — München: Dr. Friedrich Pfeil, 1998.
- Carroll, R.C. Amphibian Biology, Vol. 4. Palaeontology. The Evolutionary History of Amphibians. — Surrey Beatty & Sons, 2000.

### На русском языке
- Кэрролл Р.  Палеонтология и эволюция позвоночных: В 3-х т. Т. 1. — М.: Мир, 1992. — 280 с. — ISBN 5-03-001819-0.
- Кэрролл Р.  Палеонтология и эволюция позвоночных: В 3-х т. Т. 2. — М.: Мир, 1993. — 283 с. — ISBN 5-03-001819-0.
- Кэрролл Р.  Палеонтология и эволюция позвоночных: В 3-х т. Т. 3. — М.: Мир, 1993. — 312 с. — ISBN 5-03-001819-0.